# 마야 신화
마야 신화(Maya mythology)는 메소아메리카 신화의 일부이며 의인화된 자연의 힘, 신, 이들과 상호 작용하는 영웅이 주요 역할을 하는 모든 마야 이야기로 구성된다. 그 시대의 전설은 도상학을 통해 재구성되어야 한다. 마야 구전 전통의 다른 부분(예: 동물 이야기, 민간 이야기 및 많은 도덕 이야기)은 여기에서 고려되지 않는다.

## 중요한 초기 식민지 시대와 최근의 서사적 주제
마야 설화에서는 많은 자연 및 문화 현상의 기원이 설명되며, 종종 인류와 환경 사이의 의식적 관계를 정의하려는 도덕적 목적이 있다. 이런 방식으로 천체(태양과 달, 금성, 플레이아데스 성단, 은하수), 산 풍경, 구름, 비, 천둥, 번개, 야생 동물과 길들인 동물, 옥수수의 색깔, 질병 및 치료 약초, 농기구, 한증탕 등의 기원에 대한 설명을 찾을 수 있다.

### 우주 발생론
포폴 부는 창조신 그룹에 의한 지구 창조와 그 속편을 설명한다. 추마옐의 칠람발람의 책은 하늘의 붕괴와 대홍수, 이어서 땅악어의 살해, 하늘의 상승, 다섯 개의 세계수 세워짐에 대해 설명한다. 라칸돈스는 또한 언더월드의 창조 이야기를 알고있었다.

### 인류의 창조
포폴 부는 일련의 네 가지 창조 노력을 제시한다. 처음에는 동물, 다음에는 젖은 점토, 나무, 마지막으로 옥수수 반죽으로 최초의 조상을 창조했다. 여기에 라칸돈은 주요 친족 그룹과 그들의 '토템' 동물을 추가한다. 라스 카사스가 자신의 작품 "Apologética Historia Sumaria"에서 보존한 베라파즈 신화는 인류의 창조를 포폴 부 원숭이 형제와 유사한 장인 신들에게 할당한다. 인류의 창조는 번개의 신들이 옥수수(또는 생계) 산을 열었다는 메소아메리카의 이야기로 마무리된다.

### 영웅들의 행동: 세계를 정돈
포폴 부에 포함된 가장 잘 알려진 영웅 신화는 영웅 쌍둥이인 후나푸와 흐발란크(Xbalanque)가 새 악마와 질병과 죽음의 신을 물리치는 것에 관한 것이다. 상당한 관심을 끄는 것은 옥수수 영웅이 천둥과 번개의 신들을 물리치고 그들과 조약을 맺는 평행 서사이다. 현재 이 신화의 확산은 멕시코만 연안 지역에 국한되어 있지만, 다양한 자료에 따르면 이 신화는 한때 마야 구전 전통의 일부였음을 시사한다. 재규어의 영웅적인 감소와 재규어의 힘 획득에 관한 중요한 신화 단편은 초칠(Tzotzil)과 촐 마야(Chol Maya)에 의해 보존되었다.

### 지구와의 결혼
이 신화적 유형은 인류와 게임, 작물 사이의 관계를 정의한다. 조상 영웅 - 켁치 전통의 흐발란크 - 벌새로 변신하여 대지 신의 딸이 옷을 짜는 동안 구애하거나 그녀를 납치한다. 영웅의 아내는 마침내 게임, 벌, 뱀, 곤충 또는 옥수수로 변신한다. 영웅이 우위를 차지하면 그는 태양이 되고 그의 아내는 달이 된다. 도덕적인 초칠 버전에서는 한 남자가 비의 신(Rain Deity)의 딸을 보상으로 받았지만 이혼하고 그녀를 다시 잃게 된다.

### 태양과 달의 기원
태양과 달의 기원이 항상 지구와의 결혼의 결과는 아니다. 치아파스와 과테말라 서부 고원에서 남동생과 그의 질투심 많은 형제 형제들의 이야기가 나온다. 막내는 태양이 되고, 그의 어머니는 달이 되고, 형제들은 야생 돼지와 다른 숲 동물로 변한다. 비슷한 방식으로 포폴 부 쌍둥이 신화의 장로 형제들은 원숭이로 변모하고 그들의 남동생은 태양과 달이 된다. 마야 지역 서쪽에서는 두 형제가 해와 달로 변신하는 이야기가 많은 설화의 주요 주제이다.